# Liste der Wiesenbrücken in Lörrach

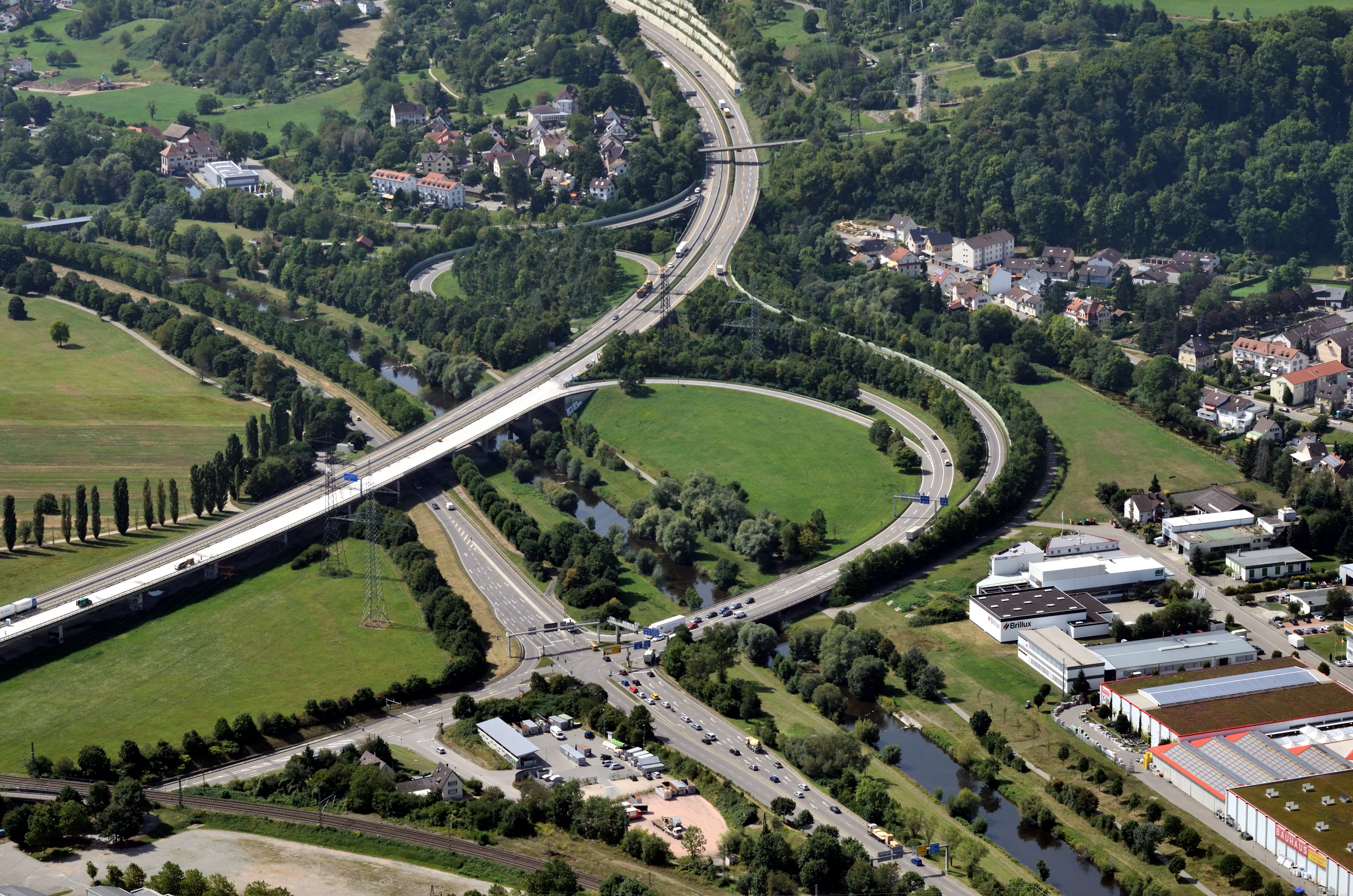
Luftbild mit drei Wiesenbrücken: Gedeckte Fußgänger- und Radbrücke, Wiesentalbrücke und die zugehörige Auffahrtsbrücke zur Anschlussstelle (von oben links nach unten rechts)

Die Liste der Wiesenbrücken in Lörrach führt alle Auto-, Eisenbahn- sowie Fußgänger- und Fahrradbrücken über den Fluss Wiese im Stadtgebiet von Lörrach in Baden-Württemberg. Die Brücken werden in der Liste in Fließrichtung, also von Nordost nach Südwest, aufgeführt. Die rund 58 Kilometer lange Wiese, die am Feldberg entspringt und in Basel in den Rhein mündet führt mit rund 9,8 Kilometer durch das Stadtgebiet Lörrachs. Der im 19. Jahrhundert begradigte Fluss zerteilt das Stadtgebiet flächenmäßig etwa hälftig in einen linksseitigen Teil, in dem sich neben der Kernstadt zwei weitere Orts- bzw. Stadtteile befinden. Auf dem rechtsseitigen Teil sind vier der Orts- bzw. Stadtteile. Die ansteigenden und weitgehend bewaldeten Hügel verdichten das bebaute Stadtgebiet weiter, so dass zahlreiche Brücken und Überwege über den Fluss den Verkehr ermöglichen.

## Listenlegende
- Name/Bezeichnung: Gibt den offiziellen Namen der Brücke an. Dort wo kein offizieller Name bekannt ist, wird eine entsprechende Bezeichnung geführt und im Klammerzusatz der Straßenname genannt.
- Länge: Länge der Brücke.
- Baujahr: Gibt das Jahr der Fertigstellung der aktuellen Brücke an, wenn nicht anders angegeben.
- Koordinaten: Link auf die Geokoordinaten der Brücke.
- Beschreibung: Kurze Beschreibung der Brücke. Weiterführende Informationen finden sich in den jeweiligen Artikeln.

Hinweis: Mit Ausnahme der Beschreibungen und Bilder sind alle Spalten sortierbar. Durch einen Klick auf das Symbol im Spaltenkopf wird die Liste nach dieser Spalte sortiert, nochmaliges Anklicken kehrt die Sortierung um.

## Liste
| Name/Bezeichnung                                 | Länge  | Baujahr   | Koordinaten | Beschreibung | Bild                                             |
| ------------------------------------------------ | ------ | --------- | ----------- | --- | ------------------------------------------------ |
| Straßenbrücke bei Brombach (Schopfheimer Straße) | 91 m   | 1967      | Lage        | Baulich durch eine Leitplanke abgesetzt von der Straßenbrücke verläuft an der Ostseite der Brücke ein Fußgänger- und Fahrradstreifen | Straßenbrücke bei Brombach (Schopfheimer Straße) |
| Eisenbahnbrücke bei Brombach                     | 51,9 m | 1937      | Lage        | | Eisenbahnbrücke bei Brombach                     |
| Wiesenbrücke in Hauingen (Brückenstraße)         | 52 m   | 1969/1970 | Lage        | Die erste Brücke aus Holz stammt aus dem Jahr 1866, sie wurde 1909 durch eine Eisenbrücke und Ende der 1960er Jahre durch die heutige Spannbetonbrücke ersetzt. | Wiesenbrücke in Hauingen                         |
| Überführungsbrücke der                           | 336 m  | 1991      | Lage        | Die Bundesstraße führende Kastenträgerbrücke macht eine leichte S-Kurve und wechselt dabei die Uferseiten. | Überführungsbrücke der B 317                     |
| Haagensteg                                       | 46 m   | 1991      | Lage        | Eine reine Fußgänger- und Fahrradbrücke als Eisenkonstruktion parallel zur südlich benachbarten Kastenträgerbrücke. Sie mündet linksseitig des Flusses in eine Unterführung der .                                                                                  | Straßenbrücke Haagen                             |
| Straßenbrücke Haagen (Eisenbahnstraße)           | 211 m  | 1982      | Lage        | Die Kastenträgerbrücke ist vergleichsweise lang, da sie abgesehen über die Wiese auch noch über die und die Bahnlinie führt. Sie wurde im August 1982 dem Verkehr übergeben.                                                                                       | Straßenbrücke Haagen                             |
| Straßenbrücke bei Haagen (K 6344)                | 55 m   | 1988      | Lage        | Die Brücke bildet den Endpunkt der K 6344 und mündet in die . | Straßenbrücke bei Haagen (K 6344)                |
| Anschlussbrücke zur                              | 80 m   | 1983      | Lage        | Die Brücke bildet eine Auffahrt zur Wiesentalbrücke (Anschlussstelle Lörrach-Mitte). | Anschlussbrücke zur A 98                         |
| Wiesentalbrücke ()                               | 1201 m | 1983      | Lage        | Die Wiesentalbrücke ist die mit Abstand längste Brücke Lörrachs und gehört zu den längsten Autobahnbrücken Deutschlands. Sie überquert das gesamte Wiesental und führt die Autobahntrasse von den Schwarzwaldausläufern zum Dinkelberg.                            | Wiesentalbrücke                                  |
| Gedeckte Holzbrücke in den Grüttpark             | 85 m   | 1983/2016 | Lage        | 1983 wurde die gedeckte Holzbrücke in den Landschaftspark errichtet und 2016 durch eine optisch fast gleiche, komplett neue ersetzt. | Gedeckte Holzbrücke am Grüttpark                 |
| Wiesenbrücke Tumringen (Freiburger Straße)       | 58 m   | 1989      | Lage        | Bereits 1591 war an dieser Stelle eine Holzbrücke für den Verkehr zwischen dem Wiesental und dem Luckepass. | Wiesenbrücke Tumringen                           |
| Wiesenbrücke nach Tüllingen (Tüllinger Straße)   | 45 m   | 1976      | Lage        | | Wiesenbrücke nach Tüllingen                      |
| Stettener Steg (Ob der Bruck)                    | 52 m   | 1969      | Lage        | Der von PKW nur in jeweils eine Richtung befahrbare Steg dient in erster Linie dem Anliegerverkehr von Wohneinheiten, die sich außerhalb der geschlossenen Ortschaft am Westhang des Tüllinger Bergs befinden. Außerdem ist die Brücke Teil des Wiesentalradweges. | Stettener Steg (Ob der Bruck)                    |
| Wiesebrücke                                      | 96 m   | 1888      | Lage        | Die 1888 erbaute Eisenbahnbrücke wurde 1945 gesprengt und 1953 wiederhergestellt. | Wiesebrücke                                      |